# Сейченто
Сейче́нто (итал. seicento, буквально переводится как шестьсот) — период итальянской истории и культуры, охватывающий XVII век. Сейченто ознаменовал закат эпохи Возрождения в Италии и начало эпохи барокко.
Большинство важных культурных, политических и художественных прорывов в итальянских княжествах и в Европе не были начаты в XVII веке. Они были лишь логическим продолжением мощных идеологических процессов, которые возникли в XVI веке и получили дальнейшее развитие в XVII веке. Среди таких изменений рождение маньеризма и барокко, возникновение первых художественных академий, первые победы научного знания над средневековым мировоззрением.
Все лучшие достижения итальянского искусства первой половины XVII века принадлежат, или начаты художниками, которые родились ещё в XVI веке:
- Доменико Фонтана 1543 г.р., выдающийся инженер и градостроитель, реализовавший трёхлучевую планировку главных улиц Рима, которая станет образцом для других городов.
- Микеланджело да Караваджо 1573 г.р., реформатор итальянской и европейской живописи.
- Аннибале Карраччи 1560 г.р., художник декоратор мирового уровня и один из основателей Болонской школы живописи в 1580-х годах.
- Лоренцо Бернини 1598 г.р., архитектор и скульптор, глава крупной римской мастерской.
- Франческо Борромини 1599 г.р., уникальная фигура в римской и европейской архитектуре, виртуоз-строитель и проектировщик.
- Питер Пауль Рубенс 1577 г.р., выдающийся мастер итальянского и фламандского барокко, глава крупной антверпенской мастерской, который работал в Италии восемь лет.

- Доменико Фонтана
- Микеланджело да Караваджо
- Аннибале Карраччи
- Лоренцо Бернини
- Франческо Борромини
- Питер Пауль Рубенс

## Состояние в папской политике
Ограбление и разрушение Рима в мае 1527 имело значительные политические, моральные, религиозные и художественные последствия. Как проигравшая сторона, папа под давлением императора Карла V, отказался от прав на Парму, Пьяченцу, Чивитавеккью и Модену. Принудительно он дал согласие на коронацию императора Карла V ещё и императором Италии. Это значительно ослабляло политические позиции папы Римского как в самой Италии, так и в Европе. События в Риме даже побудили перенести коронацию Карла V в Болонью, поскольку в Риме не осталось ни одной не ограбленной или раздроблённой церкви, достойной принять гостей и свиту императора.
Кроме того, ещё в XVI веке усилил свои позиции европейский протестантизм (через упадок авторитета папской власти). В Германии набирало мощь лютеранство. В Англии возникло англиканство, где главой местной церкви стал светский властитель — король Генрих VIII. Поэтому Великобритания официально отказалась отправлять в Рим деньги и не признавала верховенство папы в государстве. За папский счёт свои позиции усилили даже итальянские княжества. В город Римини вернулся Сиджизмондо Малатеста, наследственный властелин города. Независимые венецианские дожи подчинили себе папские города Червиа и Равенну. Несколько десятилетий Римским папам понадобится только на то, чтобы восстановить свои позиции в Италии. Но западноевропейское сообщество навсегда раскололось на два религиозные лагеря — католицизм и протестантизм. На реформацию в Европе папский Рим ответил контрреформацией, стратегию и основные положения которой определил Тридентский собор (1545—1563).
В XVII веке папское правительство продолжило наступательный курс как в Европе, так и на других континентах (в Америке, в Азии). В Италии крестоносцы не останавливались перед преследованием учёных (репрессии против Галилео Галилея и Томмазо Кампанелла) и даже перед сожжением отдельных лиц (Джордано Бруно), с целью запугивания верующих. Но, в то же время, чрезвычайно усиливается и миссионерское движение и пропаганда идей католицизма с помощью искусства. К пропаганде идей католицизма обращены как искусство (монополизировано в Италии папским правительством и реакционной аристократией), так и книгопечатанье. Последний расцвет национального искусства переживут лишь несколько католических государств.
Но инициатива уже не на стороне Римского папы. В XVII веке, после подавления сепаратизма аристократов королём Франции, рождается мощная французская государственность под руководством абсолютизма. Франция окажется способной противопоставить Риму даже собственную стилистическую систему — академический классицизм, который был способен справиться с задачами возвеличивания абсолютизма не хуже римское барокко. Мастера французского классицизма тщательно изучают древнеримское культурное наследие и используют не столько драматические эффекты барокко, сколько торжественное величие и сдержанность образов при соблюдении равновесия, симметрии, элегантности и изысканности декора. Именно во Франции идея ансамбля, рождённая ещё итальянскими художниками Высокого возрождения, получит творческое продолжение и свои законченные формы (Во-ле-Виконт). Созданные в стиле французского классицизма архетипы, например Версаль или сад барокко французского образца, окажут значительное влияние на архитектуру других государств.
В самом начале своей независимости от Испании (и феодализма как такового), в Европе завоевали Северные провинции Нидерландов, где царствовал протестантизм. В протестантской Британии к власти пришла национальная буржуазия, которая в полной мере использовала все преимущества их «славной революции». На европейском горизонте возникают новые супердержавы — Речь Посполитая, протестантская Швеция, которые ведут собственную политику, не согласованную с папским Римом. В начале 18 века к супердержавам присоединится Россия, которая быстро превратится в очередную империю, не подвластную папе римскому ни экономически, ни политически, ни религиозно.
Италия вступает в долгий период экономического и политического кризиса. Ведущие позиции на несколько первых десятилетий XVII в. сохранит только итальянский вариант барокко, стиль гибкий, мощный, эффектный, способен решать различные задачи и иметь всю гамму идеологических нагрузок (от реакционных — до прогрессивных).

## Региональные особенности барокко
Барокко имело свои региональные особенности. Поэтому барокко Мексики или Бразилии нельзя спутать с барокко Португалии и Австрии или Украины. Безусловно, главное направление задавали итальянцы и иезуиты, поэтому стиль барокко несколько ошибочно называли «стилем иезуитов». С другой стороны, именно иезуиты сделали барокко своим характерным стилем и строили соборы и монастыри именно в этом стиле.
В барокко были два направления — т. н. барокко светское (дворцы аристократии и королевских семей, памятники) и барокко церковное (религиозные сооружения от монастырей до отдельных часовен). Направления существовали отдельно, но постоянно обогащали друг друга похожими средствами обработки и использования материалов или декора. Поэтому в XVIII веке зал церкви напоминал пышную залу дворца и наоборот.

## Архитектура Италии в эпоху Сейченто
Состояние в архитектуре папского государства XVII века целиком зависело от противостояния и конкурентной борьбы между Бернини и Борромини.

### Барокко в Риме
Ещё в XVI веке в хаотично застроенном Риме обратили внимание на необходимость перепланировки города. Ансамблевость уже была присуща отдельным комплексам в Риме. Например, дворы Ватикана по проекту Донато Браманте, Вилла Мадама по проекту Рафаэля Санти, Вилла Джулия по проекту Джакомо Виньолы. Теперь делают попытки парадно обустроить и римские площади. Например, новую планировку по проекту Микеланджело Буонарроти получила площадь на вершине Капитолийского холма. Несмотря на уничтожение планировки дворов Ватикана по проекту Донато Браманте, несмотря на заброшенную недостроенной Виллу Мадама по проекту Рафаэля Санти, опыт предшественников не пропал. Их проекты тщательно изучают и творчески переносят находки и принципы в перепланировку отдельных, важных мест города, частичную перепланировку которого папа римский поручил талантливому Доменико Фонтана (1543—1607) Ещё в 1580-е гг.
Важную градостроительную функцию имела площадь Пьяцца-дель-Пополо, куда прибывали паломники-католики из северных стран (папский Рим веками жил и подпитывал собственную экономику за счёт денег паломников). Доменико Фонтана дал этой площади новый образ, скрыв хаотичную застройку полуциркульными стенами. Использовав трапецию исторической площади, он внес в неё три оси, что дало начало трёхлучевой планировке главных улиц, и связало площадь с главными церквями для посещения паломников. Акцентами, парадными пилонами площади Пьяцца-дель-Пополо станут две почти одинаковые церкви на углу трёх улиц — Санта-Мария-дей-Мираколи и Санта-Мария-ин-Монтесанто, выстроенные архитектором Карло Райнальди гораздо позже. Эффектная площадь с почти театральной композицией, узлом трёх осей и дальними перспективами вглубь города произвела мощное впечатление на современников и потомков. И оказала значительное влияние на градостроительную ситуацию в разных городах и садах барокко разных стран (планировка города Версаль, планировка Санкт-Петербурга, планировка Нижнего парка в Петергофе и т. д.).
Функцию скрыть хаотичную, ещё средневековую застройку Ватикана, до сих пор выполняет и огромная колоннада Лоренцо Бернини. Лоренцо Бернини — стал проводником официальной линии римских пап в искусстве эпохи барокко, позиционируя себя как человека, способного одинаково плодотворно заниматься живописью, архитектурой и скульптурой. Но он оказался слабым художником, а в архитектуре остался одарённым любителем, способным разработать идею, программу произведения, но бросающим все хлопоты по расчётам, инженерному обеспечению и реальному воплощению на многочисленную армию скульпторов и архитекторов-помощников собственной римской мастерской. Себе он оставлял огромные гонорары и славу. Не все проекты и доработки Лоренцо Бернини одобрительно воспринимались даже в Риме. Например, насмешкам подвергли в Риме две колокольни, пристроенные Бернини к римскому пантеону. Их были вынуждены убрать. Как архитектор он знал и горечь собственных нереализованных проектов.
Франческо Борромини — занимался только архитектурой, он никогда не позиционировал себя как универсального человека. Он был виртуозным архитектором-практиком, мастером чертежей, которыми он плодотворно занимался ещё в Милане. Чертежи Борромини не имели себе равных по профессиональному совершенству в Италии 17 века. Архитектурная графика Франческо Борромини (деловая и немного сухая), не была живописна, тем не менее могла конкурировать с чертежами любого римского архитектора. И это в центре европейского барокко, где тогда работали лучшие архитектурные силы Италии, среди них сам Лоренцо Бернини, Пьетро да Кортона, Пирро Лигорио, Джованни Франческо Гримальди, которые были способны одновременно решать сложные инженерные и художественные задачи.
Франческо Борромини прошёл хорошую школу ломбардских строителей, исторически связанных с традициями северных мастеров готики. В отличие от любителя Бернини, прошёл профессиональную стажировку в мастерской Карло Мадерно. Благодаря своей одарённости и целенаправленности, мог экономно и виртуозно реализовать неожиданный и фантастический архитектурный образ. При этом Борромини полагался только на самого себя, собственные расчёты. Он не имел тех колоссальных возможностей, которые обеспечил себе Лоренцо Бернини, завоевав у конкурентов должность придворного архитектора нескольких римских пап. Виртуозность Франческо Борромини пугала, он был способен реализовать любую фантазию или архитектурную химеру. Тем самым вызвала уважение и даже скрытое сопротивление. Собственную гордыню укротит даже Лоренцо Бернини, когда соберёт бригаду для разработки проекта нового для Рима типа сооружения — дворца Барберини, ограничившись лишь идеями и артистично нарисованными набросками. Реализовать необычный проект пригласят именно Франческо Борромини.
Будучи вытесненным на обочину архитектурной практики в Риме, Борромини становится архитектором монашеских орденов и часто только что-то достраивает. Поэтому его творчество неоправданно скромное. Но значительная художественная ценность и популярность произведений Боромини пересечёт границы Италии и найдёт настоящих продолжателей и ценителей в творческих личностях, среди которых Гварино Гварини в Турине, Николо Микетти (Константиновский дворец, Стрельна, Российская империя) или Ян Блажей Сантини Айхл (Чехия).
- Франческо Борромини. План церкви Сант Иво алла Сапиенца и отрисовка сводов церкви
- Франческо Борромини. Дворик университетской церкви Сант Иво
- Франческо Борромини. Сант Иво, старинная гравюра 1695 г.
- Франческо Борромини. Композиция дворца и церкви Сант Иво

### Барокко и Сардинское королевство
Независимый от Рима центр архитектуры барокко сложился в Сардинском королевстве (северо-западнее от Венеции и Ломбардии). Армии Эммануил Филиберта и, впоследствии, Карла Эммануила способствовали созданию сильного Сардинского королевства, способного защитить себя. Традиционно Сардиния была ориентирована не на папский Рим, а на Францию и Париж. Значимые военные и культурные достижения французского абсолютизма, победа над оппозиционной аристократией, пышная застройка Парижа и создание парадной резиденции в Версале становятся образцами для Сардинского королевства.
Столица королевства, город Турин, быстро теряет средневековые планировки и застраивается вроде шахматной доски (с широкими проспектами, которые заканчиваются прямоугольными площадями). Турин выгодно отличался от большинства итальянских городов и даже самого Рима широкими проспектами, ясной планировкой, несколько сухой и рационалистической архитектурой.
После смерти Асканио Виттоцци в 1615 году, перепланировку и развитие столичного города продолжили Карло и Амедео Кастельмонте. Образцом для них остаётся застройка Парижа — с удобными улицам для передвижения карет, прямоугольными площадями, дворцами состоятельных горожан и местных аристократов, короля из дома Савойских (Палаццо Реале по проекту Амедео Кастельмонте). В парке Палаццо Реале использованы наброски знаменитого французского ландшафтного архитектора Андре Ленотра. Замок Валентино — туринский дворец по французскому образцу (и по планировке в парке, и за фасадом, обращённым к реке По).
- Гварино Гварини. Купол церкви Сан Лоренцо[итал.]
- улица Гарибальди (Турин)
- церковь Сан Мишель[итал.], Турин
- Застройка площади Закона

Очень важной для города была деятельность архитектора Гварино Гварини, уроженца города Модена. Монах театинского ордена, математик и философ, он успел постажироваться и поработать как архитектор в Мессине и в Париже. Во время пребывания в Риме, он изучал произведения Борромини и Бернини. В полной мере знания и незаурядное дарование монаха — философа и учёного раскрылось в Турине. Среди лучших произведений Гварини в городе — Капелла Сакра Синдоне в кафедральном соборе, церковь Сан Лоренцо, Палаццо Кариньяно. Архитекторы Турина искусно использовали как ценные, так и дешёвые материалы: мрамор, металл, декоративные решётки, штукатурки, лепнину, руст и его имитации, лекальный кирпич. Парадные фасады дворцов Турина часто выполнены из простого кирпича, где выгодно обыграны его свойства, виртуозная кладка, игра при различном освещении. Лишь иногда парадные фасады церквей Турина напоминают знаменитые образцы церквей Рима (главный фасад церкви Санта Кристина, выстроенный по проекту Филиппо Юварра только 1718 году). По примеру Рима строят и загородные виллы, где использован весь арсенал барочного декора (вилла делла Регина кардинала Мауриция Савойского) — ниши, скульптуры, балюстрады, штукатурка, обелиски, маскароны и тому подобное. Уникальным для Италии и местного барокко событием станет проектирование и строительство королевского охотничьего замка Ступиниджи, где реализована архитектурная идея французского архитектора Жермена Бофрана.
Здания Гварино Гварини отличались смелостью при рациональных математических расчётах, действительной изысканностью, конструктивной неожиданностью, заимствованиями из различных архитектурных источников (конструкция арок с мусульманской Кордовы, использованная в куполе церкви Сан Лоренцо). Архитектурные творения Гварино Гварини были подтверждением интернациональности и аполитичности архитектуры ради служения красоте.
- церковь Санта Кристина[итал.], Турин
- церковь Сан Лоренцо[итал.], Турин
- церковь и святилище Консолата[итал.], Турин
- церковь святого Филиппа Нери[итал.], Турин

## Итальянская живопись в эпоху Сейченто
Период развития барокко в живописи не совпадает с политическим распределением. Исследователи считают, что политически этот период разделён на контрреформацию, возглавляемую папским Римом, и абсолютизм, характерный образ которого возник во Франции 17 века при «короле-солнце».
В Риме, официальной столице папы римского, сложилась так называемая Величественная манера в живописи (Maniera grande). Эта живопись была тесно связана с жанром истории и мифологии, а воплощения сюжетов обусловливались античными или библейскими темами в идеальном окружении, с идеальными фигурами, искусственно очищенными от бытовизма. Герои были величественные, вечно молодые, полные здоровья и бодрости, двигались или стояли в величественных позах и с величественными жестами. Образы откровенно героизировали и преподносили в качестве примеров добродетелей или в качестве образцов для подражания в поведении. Примерами Maniera grande в 17 веке были такие художники как Пьетро да Кортона, Аннибале Каррачи, Гвидо Рени, Гверчино. Величественная манера прославляла католических святых, папу римского, древнеримских императоров и современных ей политических властителей. В орбиту Maniera grande были втянуты стенопись и фрески в церквях и во дворцах, историческая живопись, алтарная живопись, религиозная картина сама по себе, парадный официальный портрет. Официальную линию воплощали художники, обслуживавшие папский двор.
- Аннибале Каррачи. Триумф Вакха и Арианны, фреска
- Пьетро да Кортона. Плафон Палаццо Барберини
- Пьетро да Кортона. Папа Урбан VIII

В том же Риме возникает и демократическая ветвь барокко, олицетворённая в произведениях Караваджо и его последователей. Караваджо не соотносил свои произведения с требованиями аристократического Maniera grande (хотя большая часть его произведений религиозной тематики), а наполнял их настоящими чувствами демократического, народного окружения, чувствами, которые хорошо знал и сам. Чужеродность Караваджо хорошо чувствовали представители официального искусства папской столицы, которые начали кампанию сокрушительной критики художественной манеры художника и дискредитацию его авторитета как при жизни, так и в теоретических трактатах и мемуарах. Это не помешало менее одарённым художникам из лагеря официального искусства изучать художественные находки Караваджо и использовать их в своих произведениях (Джованни Бальоне).
- Гверчино. «Молитва Давида рядом с отрубленной головой Голиафа»
- «Юдифь с головой Олоферна»
- Жорж де Латур. «Святая Ирина спасает Святого Себастиана»
- Орацио Джентилески. «Девушка играет на лютне»
- Худ. Валантен де Булонь. «Мученичество Святого Мартириана и Процессуса»
- Теодор Ромбоутс. «Игроки в карты»
- Баттистелло Караччоло. «Путь на Голгофу»
- Маттиас Стом. «Пленный Муций Сцевола сжигает собственную руку чтобы напугать захватчика Порсену»
- Артемизия Джентилески. «Юдифь, обезглавливающая Олоферна»
- Хусе де Рибера. «Ангел выводит апостола Петра из тюрьмы»

В XX веке продолжился процесс глубокого исследования искусства прошлых эпох, который начался в XIX веке. Если искусствоведы XIX века вернули славу Франса Халса, Ян Вермеера, Эль Греко, то учёные XX века переоткрыли величие и высокие художественные качества скульптур Пинзеля и барочных «художников реальности».
Искусствовед из Италии Роберто Лонги обратил внимание на группу мастеров эпохи барокко, которые заняли особое место в искусстве той эпохи. Они не придерживались Maniera grande, но и не были сторонниками караваджизма. Небольшие заимствования с обеих стилистических направлений лишь подтвердили их сосуществование с караваджистами и мастерами официального Maniera grande. При этом эти мастера не теряли своей индивидуальности, своей несхожести на создателей церковных и дворцовых фресок или сторонников караваджизма.
Роберто Лонги и назвал их «художники реальности». К ним отнесены:
- Антонио Карнео
- Эберхард Кейль
- Пьетро Беллотти
- Гаспаре Траверси
- Джакомо Франческо Чиппер[англ.]
- Джакомо Черути

Из них несколько искусственно в группу «художников реальности» присоединены Гаспаре Траверси и Джакомо Черути, творчество которых пришлась на XVIII в., хотя и продолжало реалистические тенденции предыдущего века в барочном стиле Италии).
Можно сказать, что в живописи Италии XVII века исторически сложилась ситуация сосуществования трёх художественных направлений:
- Maniera grande, официально поддержан правительством римских пап.
- Караваджизм, демократическая ветвь итальянского барокко, поддержана как художниками Италии, так и художниками других стран.
- «Художники реальности» (pittori della realta) или внестилевое направление по Роберто Лонги. Это те художники, которые не продемонстрировали откровенной заинтересованности в стиле барокко и работали в пределах индивидуально трактованного реализма XVII века.

В начале XVII века ещё активно работают представители позднего итальянского маньеризма, который терял свои позиции. Творческие достижения новых поколений итальянских и иностранных мастеров вытесняют маньеризм на обочину искусства в периферийные страны Европы (Голландия, германские княжества, Русское государство).

### Так называемые «Художники реальности» (pittori della realta)
- Эберхард Кейль. «Кружевница»
- Гаспаре Траверси. «Если бы молодость знала, если бы старость могла»
- Джакомо Черути. «Карлик»
- Эберхард Кейль. «Возвращение с охоты»

### Натюрморты художников Италии
- Джованни Баттиста Рекко[фр.]. «Натюрморт с яблоками и овощами»
- Бартоломео Пассаротти. «Магазин мясника»
- Караваджо. «Корзина с фруктами»
- Гвидо Каньяччи. «Цветы»
- Джузеппе Рекко. «Натюрморт с рыбой»
- Паоло Порпора. «Рептилии»
- Кристофоро Мунари[укр.]. «Натюрморт с керамической посудой, тыквой и капустой»

### Римская, неаполитанская и венецианская художественные школы в Сейченто
- Римская художественная школа сохраняет ведущие позиции в искусстве страны и Европы.
- Неаполитанская художественная школа заняла второе место по значению после Римской художественной школы . В Неаполе 17 в. сложилась уникальная ситуация. Итальянские Неаполь и Кампанья находились во владении Испании, соответственно там правили вице-короли, которых посылал король из Испании, который постоянно заменял собственных вассалов, подозревая каждого из них в измене и сепаратистских намерениях. В городе стоял испанский гарнизон и официально город не подчинялся папе римскому. Тем не менее, связь с Римом не прерывалась и ряд римских мастеров получал приглашения на работу в Неаполь. Например, по приглашению здесь работали Доменикино и Джованни Ланфранко, фрескист и мастер алтарей.

Событием в искусстве города был недолгий и вынужденный визит Микеланджело да Караваджо, который спасал в Неаполе собственную жизнь от наказания за совершённое в Риме убийство. Две композиции Караваджо («Семь дел милосердия» и «Бичевание Христа») задали очень высокий уровень нравственных требований в местный живописи. Впечатление на местных мастеров произвели и художественная манера художника, с её резкими контрастами света и тени, и простонародный типаж персонажей. Неаполитанская художественная школа не ориентировалась на аристократические вкусы богачей. Поэтому положительно восприняла находки демократической ветви барокко, олицетворением которой и были произведения Караваджо. К тому же, в Неаполе не было жёсткого противостояния между представителями позднего маньеризма и барокко, как в Риме. Среди последователей Караваджо окажется большинство неаполитанских художников, среди которых — испанец Хосе де Рибера, его ученик Лука Джордано (все ранние произведения), Баттистелло Караччоло, Артемизия Джентилески, Маттиа Прети, Массимо Станционе. В Неаполе были мало ощутимы требования Maniera grande и академической иерархии жанров, поэтому художники охотно пишут т. н. «низкие жанры» — пейзажи и натюрморты. И разрабатывают эти жанры по своему, или фантазийно (фантастические пейзажи городов Монсу Дезидерио, пейзажи Сальватора Розы), или чисто реалистично (натюрморты Якопо да Эмполи, Джованни Баттиста Руопполо, Паоло Порпора, Джузеппе Рекко).
Бравурная аллегоричная и декоративная живопись развивается у Луки Джордано (поздний период творчества) и Франческо Солимена.
- Венецианская школа в XVII веке потеряла ведущие позиции и не дала ни одной значительной фигуры в живописи. Провинциальность манер и вторичность демонстрируют последователи творчества Тициана, в декоративной живописи — работают несамостоятельные последователи Паоло Веронезе. И хотя барокко римского образца в Венеции был достаточно распространён, но его лучшие образцы созданы художниками из других художественных центров как в архитектуре, так и в живописи. В городе, правда, было создано несколько сакральных сооружений в стилистике барокко. Но здесь сформировалась собственная художественная школа, ориентирована не на образцы барочной архитектуры папского Рима, а на местную архитектурную школу. В барочном декоративно-прикладном искусстве венецианских ремесленников также имел ощутимый отпечаток местных художественных традиций (венецианское стекло, венецианское кружево, ювелирные и бронзовые изделия).

Вклад венецианских художников в искусство барокко XVII века был настолько незначительным, что не идёт ни в какое сравнение с этапами XV или XVI века. Часть художников — уроженцев Венеции покидает её и работает в других художественных центрах. Например, венецианец по происхождению Карло Сарачени почти всю жизнь работал в Риме, где стал одним из последователей Караваджо. Но его творчество не имело никакого влияния на художественную ситуацию в Венеции. В конце XVII века в Венеции работал ряд мастеров, придерживавшихся манеры тенеброзо, начатой Караваджо и развитой его последователями (караваджизм), но без значительных достижений своих предшественников.

## Итальянская скульптура в эпоху Сейченто
Все лучшие качества итальянского барокко нашли своё полное воплощение в скульптуре. Скульптура была тесно связана с архитектурой и её идейной нагрузкой, служила акцентами римским площадям, нашла своё отражение в нишах парадных фасадов церквей, дворцов и на их парапетах. Как и во время возрождения, главными материалы итальянских скульпторов были бронза и мрамор. Кажется каждое событие в жизни церкви или в жизни человека заказчики и архитекторы способны были использовать для создания скульптур. Это и алтари, и рельефы на библейскую или мифологическую тематику, скульптуры для фонтанов и бронзовые монументы, надгробия, декоративные скульптуры для загородных вилл и многочисленных садов барокко.
Но скульпторов пристально контролировали заказчики — сам папа римский, кардиналы, представители церковных общин, высшее чиновничество, банкиры и дворянство. Именно они и регламентировали тематику и идейную нагрузку будущих произведений. Цель — восхваление католицизма как вероучения и его победу над врагами. Папский Рим, очаг духовного и грешного, небесного и земного, религиозного и реального — демонстрировал архитектурой и скульптурой собственную преданность католицизму и набожность. Именно поэтому в итальянской скульптуре так много алтарей на библейские темы, отдельных скульптур апостолов и отцов церкви, рельефов со сценами жизни Богородицы и Христа, ангелов и сцен мученичества святых.
Первым скульптором исключительно барокко (рождённого ещё произведениями Микеланджело Буонарроти) принято считать Стефано Мадерно. Среди характерных произведений скульптора — мраморная Святая Цецилия (в нише над алтарём в церкви её имени). Скульптор использовал легенду и подал Цецилию в той позе, в которой якобы и нашли мертвую женщину в могиле (неестественная поза, запрокинута назад голова и т. д.). Стефано Мадерно станет главной фигурой итальянской скульптуры.
Высокий художественный и технический уровень скульптуры римского барокко был задан произведениями Лоренцо Бернини и, несколько меньше, Алессандро Альгарди. Между двумя авторитетными мастерами барочной скульптуры тоже было противостояние, но не такое напряжённое и драматическое как между Лоренцо Бернини и Франческо Борромини.
Лоренцо учился у отца, скульптора Пьетро Бернини, представителя маньеризма. Когда отец с сыном перебрались в Рим, они начинали как мастера по созданию регулярных садов и садовой скульптуры. Несколько обстоятельств достаточно выгодно сложились в пользу Лоренцо и его отца, и они удачно ими воспользовались. Именно отец и сын Бернини работали над созданием сада виллы Боргезе в Фраскати, которой владел Шипионе Боргезе, племянник папы римского и влиятельнейший из меценатов тогдашнего Рима. Заметив яркие способности у Лоренцо, кардинал становится его меценатом и патроном. Патронаж кардинала был официальным прикрытием для меценатства и самого папы римского. Три лучшие произведения раннего периода Лоренцо Бернини созданы именно для Шипионе Боргезе («Плутон и Прозерпина» 1622, «Давид» 1623, «Аполлон и Дафна» 1622—1625 гг.).
Первые скульптурные произведения Лоренцо указывают на изучение им скульптур эпохи эллинизма с незначительными воздействиями маньеризма. Кроме тематических статуй, Лоренцо делал и портреты — бюст. В возрасте 22 лет он создал бюст папы римского Павла V, что было чрезвычайно ответственной задачей. Бюст понравился. В результате карьера Лоренцо быстро поползла вверх.
Очень важную роль Лоренцо Бернини сыграл в декорировании скульптурами интерьера собора Святого Петра. Огромный бронзовый киворий, Кафедра Святого Петра (первого папы римского по церковной легенде), ряд скульптур святых, рельефов, надгробий, облицовка стен и пилонов разноцветным мрамором — всё это было создано по эскизам Лоренцо Бернини мастерами из его большой римской мастерской. Бернини будет задействован в декорировании собора почти на пятьдесят лет (с перерывом).
- Джованни Баттиста Фоджини. «Виттория делла Ровере»
- Алессандро Альгарди. «Поединок Архангела Михаила с демоном»
- Пьетро Такка. фонтанная скульптура «Мальчик с трубой»
- Массимилиано Сольдани. «Оплакивание Христа»
- Джованни Баттиста Фоджини. «Герцог Фердинандо II Медичи»
- Массимилиано Сольдани. Ваза с Галатеей, позолоченная терракота
- Пьер Ле Гро Младший. «Апостол Фома», терракота
- Эрколе Феррата. Надгробие Джулио дель Комо
- Антонио Тарсиа. Статуя Немезиды в Летнем саду Санкт-Петербурга
- Бернардо Фалькони. «Мадонна с Младенцем» (фасад церкви Санта Санта Мария ди Назарет)
- Лоренцо Бернини. «Правда, которую откроет течение времени»
- Стефано Мадерно. «Геркулес»

Среди огромного количества римских скульпторов было несколько поколений — Стефано Мадерно (1576—1636), Пьетро Баратта (1659—1729), Алессандро Альгарди (1598—1654), Пьетро Такка (1577—1640), Джованни Баттиста Фоджини (1652—1725), Эрколе Феррата (1610—1686), Джулиано Финелли (1602—1653), Паоло Нальдини (1619—1691), Доменико Гвиди (1625—1701), Камилло Рускони (1658—1728), Мельхиоре Кафа (1636—1667) Джузеппе Маццуоли (1644—1725) и др.
Привлекательность римского барокко и перспективы творчества в папской столице были настолько значительными, что на работу в Италию приезжали и иностранные скульпторы-католики. Причастными к итальянскому художественному процессу в Риме или в Италии станут фламандец Франсуа Дюкенуа (1597—1643), французы Пьер-Этьен Монно (1657—1733), Жак Саразен (1590—1660) и Пьер Ле Гро Младший (1666—1719). Джованни Мариа Морлайтер (1699—1781), немец по происхождению, работал в Венеции.
Менее контролируемой цензурой была портретная скульптура. К лучшим образцам портрета эпохи сейченто относят работы Лоренцо Бернини: портреты-бюсты герцога Франческо I д’Эсте и французского короля Луи XIV. В них нашли своё полное воплощение дар Бернини в декораторском искусстве и способность создать комплиментарный, но эффектный образ, напоминающий идеал благородства.
- Церковь Скальци
- Церковь Санта-Мария Формоза
- Вилла Пойяна. терраферма
- Пьетро Баратта. Церковь Сан Сте, скульптурная группа на фасаде

Второй известный центр декоративной и садово-парковой скульптуры сложился в Венецианской республике. После военного захвата Константинополя турками-османами и исчезновения Византии как государства, в Венеции заметно сократились масштабы торговли. Правительство Венеции повело кампанию на приобретение купечеством земель на террафермы. Кампания имела успех и бывшие купцы и владельцы лодок стали землевладельцами. Однако земли были заболочены, поэтому здесь развернули масштабные мелиоративные работы по осушению. Возникают многочисленные фермы, виноградники и загородные виллы. Особенно прославились виллы вдоль реки Брента. Обладатели перенесли сюда и аристократичные привычки: сооружения украшают фресками, картинами, приглашают музыкантов, певцов и актёров, обустраивают фонтаны, каналы и пристани, создают сады барокко со скульптурами. Например, прославилась вилла Антонио Рикарди, где обустроили даже театр под открытым небом, сохранившийся до наших дней.
Барокко имело минимальное влияние на Венецианскую скульптурную школу, потому что в Венеции подозрительно относились к иезуитам монополизировавшим барокко. Стилистика венецианских мастеров менее театрализована и более уравновешена, хотя большинство мастеров придерживается тех же сюжетных схем и аллегорических образов. В Венеции меньше виртуозных мастеров и они ближе к ремесленному окружению (народному искусству каменщиков и резчиков). Известны случаи, когда корабельные плотники брались за высекание мраморной садовой скульптуры, которыми украшали небольшие сады при загородных домах (виллах). Среди них — Пьетро Баратта, Альвизе Тальяпьетра, Джованни Бонацца, Франческо Робба, Джузеппе Торретто, Антонио Тарсиа, Антонио Коррадини.
Большой расцвет пережила садово-парковая скульптура. В ней преобладали декоративные качества, мифологические и аллегорические сюжеты, присущие работам над сериями — четыре времени года (Зима, Весна, Лето, Осень), четыре аллегории течении суток (День, Вечер, Ночь, Утренняя звезда или Аврора), аллегории наук (Астрономия, Навигация) или добродетелей (Милосердие, Справедливость, Щедрость), боги древнеримского пантеона и тому подобное.
- Пьетро Баратта. «Аллегория Торговли» в Летнем саду Санкт-Петербурга
- Пьетро Баратта. «Аллегория Архитектуры», в Летнем саду Санкт-Петербурга
- Вилла Порто[итал.] терраферма
- Вилла Пизани в Стра, скульптура в стиле барокко в саду

## Подъём печатной графики
- Жак Калло. «Старый Дворянин» (серия «Благородство Лотарингии»)
- Жак Калло. «Апостол Павел»
- Жак Калло. «Слепой и его спутник» из серии «Нищие»
- Даниэль Маро. «Металлические ворота»
- Жан Берен. «Орнамент для панно»
- Симон Вуэ. «Образец гротеска»
- Клод Лоррен. «Танец на берегу реки», офорт
- Робер Нантёйль. «Министр Жан Батист Кольбер»
- Стефано делла Белла. «Порт». офорт
- Даниэль Маро. «Гротеск с пейзажем»
- Хосе Рибера, «пьяный Силен», офорт
- Жак Калло. «Два театральных персонажа»
- Даниэль Маро. «Интерьер библиотеки».
- Абрахам Босс, «Типография офортов»
- Робер Нантёйль. «Больная Анна Австрийская, королева Франции»
- Абрахам Босс, «мастерская гравёров»

## Медальерное искусство
Эпоха барокко дала больше коллекционеров медалей, чем выдающихся мастеров в этой области. Большое распространение имели кабинеты — в них находилась специфическая мебель, где и хранили драгоценности, письма, письменные принадлежности, монеты и медали. Позже кабинетами стали называть и залы, где ставили эту мебель.
Италия теряет ведущие позиции в медальерном искусстве, которые имела в XV и в XVI веках. Это несколько удивительно, потому что в Италии работал ряд высоко одарённых скульпторов и ювелиров, традиционно связанных с медальерным искусством на предыдущих этапах.
Хотя изготовление медалей полностью не прекратилось, на горизонте медальерного искусства начали укреплять свои позиции не итальянские центры (Германия). Кроме того, возникают новые государства — Речь Посполитая, Швеция, Россия. Известно, что Лжедмитрий I после вступления в Москву дал приказ изготовить несколько медалей. Они сохранились. Считают, что их произвели штемпелями мастеров Польши из Кракова или Сандомир.
После битвы под Нюрнбергом в 1632, король Швеции Густав II Адольф Васа приказал изготовить особые медали для военных, которые носили на золотых цепочках. Они стали предшественниками наград нового времени.
В Москве в 1682 году царевна Софья Алексеевна наградила медалью генерала Шепелева за подавление стрелецкого бунта. Слава медальера из Германии, который работал в городах Аугсбург и Нюрнберг, достигла и России. Им был Филипп Генрих Мюллер (1654—1719). Он выполнял заказы как состоятельных людей из немецких княжеств, так и русского царя Петра I, где западноевропейская по стилистике медальерная школа только делала свои первые шаги.
- Медаль в честь победы Сигизмунда III под Смоленском в 1611
- Польский король Сигизмунд III и жена Анна Австрийская
- Массимилиано Сольдани. Медаль в честь Кристины Шведской
- 15 дукатов времён Сигизмунда III с гербом Речи Посполитой
- Медальер Самуэль Аммон. Сигизмунд III

## Состояние в декоративно-прикладном искусстве Италии

### Майолика и имитации фарфора
Национальные традиции керамического производства были заложены ещё в Италии эпохи ренессанса. Уже в первой половине XVI в. прославились ряд керамических центров, среди которых — Губбио, Кастель-Дуранте, Сиена, Фаенца, Дерута, Савона. Именно тогда появилась аптекарская посуда, вазы, так называемые «свадебные блюда», украшенные портретами невест и их именами. Чуть позже в роспись переносят сюжеты знаменитых картин и гравюр итальянских художников. Производство фаянса и майолики не прекратилась и в XVII веке. Наиболее известны изделия мануфактуры Кастелли с изображениями пейзажей, и изделия мастерских Савоны, расписанные узорами, имитирующими росписи китайского фарфора.
Ценный китайский фарфор десятилетиями кружил головы европейских керамистов, химиков, технологов. Попытку найти секреты изготовления китайского фарфора делали керамисты Флоренции, что привело лишь к созданию мягкого фарфора Медичи. Честь переоткрытия секретов китайского фарфора принадлежит учёному и технологу Бёттгеру из Саксонии, а не итальянцам.

### Ковры и гобелены
Производство ковров не имело широкого распространения в Италии. Хотя известны редкие случаи, когда коврами украшали стены итальянских церквей и соборов. Например, собственный комплект сюжетных ковров имеет прославленная Сикстинская капелла в Ватикане.
К созданию картонов для будущих ковров был привлечён ряд итальянских художников, среди которых Рафаэль Санти, Джулио Романо, Беккафуми, Антонио Баккьякка, Баттиста Досси и другие мастера эпохи маньеризма. Итальянские ткачи не понимали специфики коврового производства, поэтому поручали их изготовление более искусным иностранцам, заказывая сюжетные ковры во Франции или во Фландрии. Итальянцы смогли создать ряд ковровых мастерских в городах Мантуя, Феррара, Флоренция, Милан при дворах местных князей. Но продукция значительно уступала коврам мастеров Франции и особенно Фландрии. Итальянцы пошли другим путём. Так, ковровая мануфактура в Риме при дворе папы римского была основана французом Рено де Менуаром. Данная мануфактура просуществовала вплоть до XIX столетия.